# Santa María I y II
Santa María I y II är en ort i Mexiko, tillhörande kommunen Zumpango i delstaten Mexiko. Santa María I y II ligger i den centrala delen av landet och tillhör Mexico Citys storstadsområde. Orten hade 844 invånare vid folkräkningen 2010.